# Силинфа
Силинфа (араб. صلنفة‎) — город в Сирии.
Расположен на высоте 1200 метров на севере Джебель-Ансария в мухафазе Латакия, в 50 км к востоку от её административного центра Латакия.
Численность населения в 2004 году составляла 1847 жителей.